# Kunitomi
Kunitomi (japanska: 国富町?, Kunitomi-chō) är en landskommun (köping) i Miyazaki prefektur på ön Kyushu i södra Japan. 